# Hulda Shipanga
Hulda Kamboi Shipanga (geborene Ngatjikare, * 28. Oktober 1926 in Aminuis, Südwestafrika; † 26. April 2010 in Windhoek) war eine namibische Krankenpflegerin, Hebamme und Beraterin des namibischen Gesundheitsministeriums. Sie war die erste schwarze Krankenpflegerin Namibias, die zur Oberschwester ernannt wurde.

## Biografie
In Südafrika absolvierte Shipanga Ausbildungen zur Lehrerin und Krankenpflegerin. Sie ging nach Südwestafrika zurück und arbeitete in einem Krankenhaus in Windhoek. Später machte sie eine Fortbildung zur Hebamme, ein Beruf, den sie dann in Old Location, einem abgetrennten Gebiet für die schwarzen Bewohner Windhoeks, ausführte. Als es dort am 10. Dezember 1959 zu einem Aufstand kam, war sie eine der wenigen Krankenpflegerinnen, die sich um die Verwundeten kümmerte, während alle Ärzte der Krankenhäuser Windhoeks, die zu dieser Zeit alle aufgrund des Bantu Education Act weiß waren, deren Behandlung ablehnten.
Sie bildete sich zur OP-Krankenschwester weiter und spezialisierte sich im Vereinigten Königreich auf orthopädische Chirurgie und Pädiatrie. Damit war sie die qualifizierteste Krankenpflegerin während des Endes von Südwestafrika und während der Zeit der Übergangsregierung in Namibia. Kurz nach der Unabhängigkeit Namibias wurde sie die erste schwarze Krankenpflegerin, die zur Oberschwester ernannt wurde. Zuvor war solch eine Beförderung durch die Apartheidsgesetze verboten.
Präsident Sam Nujoma ernannte Shipanga zur Beraterin des Gesundheitsministers Nickey Iyambo, obwohl sie zu dieser Zeit bereits im Rentenalter war. Auch unter dessen Nachfolgerin Libertina Amathila führte Shipanga ihre Beratertätigkeit fort. Im Alter von 74 Jahren kehrte sie nach Aminuis zurück. Sie starb 2010 in Windhoek.